# 北角站
北角站（英語：North Point Station）是一個位於香港香港島東區北角英皇道近樂嘉中心的地底，屬於港鐵港島綫與將軍澳綫的鐵路轉乘站，車站於1985年5月31日啟用，也是將軍澳綫的港島端終點站。

## 車站構造
北角站最深處距離地面約38米，車站共設有7層，包括2層通道、1層大堂、2層機房及2層月台。

### 樓層
|                            | 2 | 港島綫往堅尼地城（炮台山） |  |  |
| 分離式 · 開左邊车门        |   |                            |  |  |
| 暗挖式月台層通道／轉乘通道 |   |                            |  |  |
| 分離式 · 開右邊车门        |   |                            |  |  |
|                            | 4 | 將軍澳綫落客               |  |  |

|                            |  | 港島綫往柴灣（鰂魚涌）         | 1 |  |
| 分離式 · 開右邊车门        |  |                                |   |  |
| 暗挖式月台層通道／轉乘通道 |  |                                |   |  |
| 分離式 · 開左邊车门        |  |                                |   |  |
|                            |  | 將軍澳綫往寶琳及康城（鰂魚涌） | 3 |  |

### 大堂
北角站大堂位於L1層，而大堂內亦設有少量商店、自助服務設施、洗手間及育嬰室等。另外大堂近A出口的非付費區亦設有港鐵「會員服務站」。
- 車站大堂（2023年1月）
- 大堂，付費區內（2023年1月）
- 車站洗手間（2023年1月）

### 月台
北角站設有四個月台，所有月台均為分離式月台，並採用兩層的疊式月台排列，而每層皆各設一個港島綫月台及將軍澳綫月台，當中上層月台（L2層）為2號月台（港島綫往堅尼地城）及4號月台（將軍澳綫落客月台）；而下層月台（L3層）則為1號月台（港島綫往柴灣）及3號月台（將軍澳綫往寶琳／康城），所有月台均已裝設月台幕門，而每層的兩個月台之間為暗挖式行人通道。而大堂與上層月台之間為兩層機房，故此上層月台與大堂間相隔較大，而兩層月台之間則相隔較小。
- 1號月台（2021年5月）
- 2號月台（2021年5月）
- 3號月台（2021年5月）
- 4號月台（2021年5月）
- 月台層轉乘通道（2023年1月）

在通車初期，北角站只設有1組側疊分離式月台供港島綫列車使用，而車站並曾經因為月台距離地面達38米，故曾成為全前地鐵系統中最深的車站。另外由於車站轉乘通道較一般跨月台轉乘站長且畢直，故亦會有乘客當留意到對面月台有列車時均會急步奔跑，因此港鐵為免乘客發生意外而於車站轉乘通道內廣播及貼上告示，呼籲乘客不要在通道上奔跑。

### 出入口
北角站共設有9個出入口（當中亦包括一個升降機出入口），而部分出入口更與站外商場連接。
|                         |        | |      |
|                         |        | |      |
| 編號                    | 指示   | 建議前往的目的地 | 圖片 |
| 出口 · A · 1            | 渣華道 | 中國旅行社、城市花園、城市花園酒店、消費者委員會、海關總部大樓、香港基督教服務處、宜必思香港北角酒店、渣華商業中心、渣華道市政大廈、嘉華國際中心、渣華道、海匯酒店、北角匯、香港基督教服務處、香港維港凱悅尚萃酒店、香港民生幼稚園暨國際幼兒園、宣道會北角堂家庭服務中心、北角亞太商業中心、北角社區會堂、北角渡輪碼頭、北角街坊會陳樹渠大會堂、尚譽、皇子薈、和富中心、和富薈、粵華酒店、耆康會東區老人日間護理中心、耆康會東區長者地區中心、海璇 |      |
| 出口 · A · 2            | 渣華道 | 啟基學校（港島）、春秧街、樂群社會服務處、北角M1酒店、馬寶學林、寶馬花園、馬寶道市集、馬寶道、麗東軒、書局街、君譽峰、春天酒店式住宅、華美達盛景海店 |      |
| 出口 · A · 3            | 渣華道 | 香港懷恩浸信教會、國賓商場 |      |
| 出口 · A · 4            | 渣華道 | 華滙中心、職業安全健康局、樂施會、東華三院醫療中心（北角） |      |
| 出口 · B · 1 · 盲道标志 | 英皇道 | 明愛社區書院、華豐國貨、英皇道、蘇浙小學、僑冠大廈、新都城大廈、新都城百貨公司、樂嘉中心、聖公會聖米迦勒小學、新光戲院大劇場、華懋交易廣場二期 |      |
| 出口 · B · 2            | 英皇道 | 樂嘉中心（麥當勞地庫） |      |
| 出口 · B · 3            | 英皇道 | 柏立基夫人健康院、廉政公署總部、健威花園、香港大學專業進修學院、香港遊樂場協會、基督教國際神召會、港運城、北角工業大廈、琴行街、番禺會所華仁小學、樂嘉中心、水務署香港及離島分署 |      |
| 出口 · B · 4            | 英皇道 | 百褔花園、賽西湖大廈、賽西湖公園、柏蔚山、富雅花園、香港樹仁大學、王仁曼芭蕾舞學校、繼園台、桂華山中學、閩僑中學、明慧國際幼兒園暨幼稚園、寶馬山花園、培僑中學、丹拿花園、丹拿道、雋悅、七姊妹道 |      |
| 往書局街                |        | |      |
| 註： 設有 \| 設有       |        | |      |

### 車站藝術
北角站現時設有四組藝術品，當中《我愛北角，北角是我家》亦為前地鐵公司首次將香港藝術融入市區綫車站的建築。
當時前地鐵公司邀請了北角區內的70多位小朋友及著名建築藝術家何弢博士繪畫均名為《我愛北角》、《北角是我家》及《我與北角共成長》，並將上述3個主題繪畫結合後以巨型壁畫固定展示在A出口沿約100米通道的104塊屏板上，且命名為《我愛北角，北角是我家》，所選油畫反映了生活的各個方面以及對北角的印象。
| 北角站藝術品概覽 | 北角站藝術品概覽         | 北角站藝術品概覽         | 北角站藝術品概覽                            | 北角站藝術品概覽 |
| 圖片             | 藝術品                   | 藝術家                   | 位置                                        | 完成日期         |
| ---------------- | ------------------------ | ------------------------ | ------------------------------------------- | ---------------- |
|                  | 《我愛北角，北角是我家》 | 何弢及北角區兒童（香港） | 車站A出口通道                               | 2001年9月        |
|                  | 《明亮》                 | 楊子榮（澳洲）           | 大堂車站控制室牆外                          | 2002年3月        |
|                  | 《錨》                   | 楊子榮（澳洲）           | 連接B出口扶手電梯牆身                       | 2002年3月        |
|                  | 《環》                   | 楊子榮（澳洲）           | 車站B出口閣樓層、下層月台（1、3號月台）通道 | 2002年3月        |

## 利用狀況
北角站位於北角英皇道地底，由於車站鄰近多個私人樓宇以及學校等，因此在一天內的不同時間均有不少乘客使用車站。而在鰂魚涌站轉綫通道紓緩工程後，北角站成為一個轉乘站，當時是港島綫及觀塘綫的轉車站，使用量因而直綫攀升，是人流最多的轉乘站之一。
直至2002年8月，將軍澳綫全綫通車，故此北角站成為了港島綫及將軍澳綫的轉車站。往返港島綫及觀塘綫沿綫車站的乘客需要在油塘站轉車，轉乘次數增加帶來的不便使此站的使用量稍有回落。但隨著將軍澳綫沿綫各站的物業逐漸落成，北角站的使用量亦因而回升。
現時在北角站轉車的人流除了原有往返港島綫及觀塘綫的乘客外，亦有使用將軍澳綫往返將軍澳新市鎮的新增乘客量。因此車站無論在上下午的繁忙時間也會變得很繁忙。其中，2號月台（港島綫往堅尼地城）在上午繁忙時間的擁擠情況尤為嚴重，故港鐵為舒緩車站2號月台的擠迫情況而在上午繁忙時間增加由太古側線或柴灣車廠開出的加班車，直接由北角站起載。

## 歷史

### 選址、命名及啟用
1967年，地鐵規劃港島綫初稿中，位於北角地區的車站名為七姊妹站，而當時車站位置擬建於鰂魚涌健康邨之下。直到1981年，因為鰂魚涌用地規劃更改，原有位置被改為污水處理廠及水務署香港區大樓（1990年3月9日啟用），故車站位置向西移前，並改稱為北角站，北角站於1985年5月31日啟用。車站由李景勳、雷煥庭建築師事務所設計，而車站大堂的承建商為禮頓；而隧道及月台則由保華建業集團負責興建。

### 車站擴建
為了舒緩鰂魚涌站大量的轉綫人流出現近乎飽和的情況，並為之後將軍澳綫開通後客流的進一步上升做好準備，當時的地鐵公司決定耗資約31億港元，在現有北角站的南面加建兩個月台，並將觀塘綫由鰂魚涌站暫時延長至北角站。由於地底設施密集，並且原來車站上的工地早分別於1985年及1988年發展為國賓大廈及樂嘉中心，因此若要擴建車站的話，只能另覓新的工地。結果政府決定清拆房協的丹拿山邨，並把丹拿山夷平，在丹拿道地底下興建新的月台，以通道連接現有的港島綫月台。而擴建工程承建商為西松建設，工程遂於1998年7月展開。
新建月台較舊有港島綫月台寬約兩米，月台於啟用時已裝設月台幕門。另外前地鐵公司並將越位隧道盡頭預留連接至天后站。
與此同時，於兩個月台樓層亦開闢多條闊度達5.6米的行人通道與原有港島綫月台連接，方便乘客以跨月台轉乘的方式轉乘觀塘綫列車往返港島區及九龍區，乘客在北角站毋須上落樓層即可轉乘列車。所有工程於2001年完成，並於同年9月觀塘綫亦暫時延伸至北角站作為終點站，直至翌年將軍澳綫通車才將過海路段納入將軍澳綫，此站成為將軍澳綫的終點站，觀塘綫的走綫亦有變動，不能直接由藍田過海，北角站作為觀塘綫一員的身分不足一年。
前地鐵公司除了在北角新建兩個月台外，亦在車站內進行多項改善工程，包括加建月台幕門及額外的環境控制系統。另外還有新建的車站控制室、加建乘客升降機等。

#### 工程問題
唯建造期間，工程頻頻發生工業意外，在擴建北角站及將軍澳支線工程中已有4名工人死亡，但地鐵公司從未向外交代意外數字，亦沒有主動向死者家屬提供殮葬及撫恤安排。地鐵發言人則謂，地鐵工程的意外率較建造業整體意外率低，但仍會督促承建商進一步完善工業安全措施。
而在2000年6月，有政黨接獲199宗居民投訴，指因北角站的擴建而進行的爆破工程讓其居所不斷出現裂紋、甚至有混凝土剝落，要求地鐵負上全部維修責任。而地鐵公司發言人表示，已將有關個案交由其保險公司調查及處理。同年8月，有居民代表前往金鐘法律援助署申請法律援助，控告地鐵向地鐵公司為受工程影響而損失的住戶作出合理賠償，及交出公證行檢查報告。惟地鐵方面沒有理會。

#### 啟用
2001年9月27日，擴建部分啟用在下午3時啟用，所有觀塘綫列車即時改以北角站為終點站，地鐵估計，新轉綫安排每日可惠及約10萬名乘客，並讓他們轉車的時間由原來的5分鐘減至約1分鐘。通車當日，時任政務司司長曾蔭權乘坐特別列車由鰂魚涌站前往北角站，成為首名使用該站的乘客。另一方面，有工業傷亡權益會的八名代表帶同橫額及花牌在北角站請願，抗議地鐵隱瞞在擴建北角站期間有四名工人在工業意外中離世的事件，他們批評地鐵草菅人命。

### 將軍澳綫通車
2002年8月4日，將軍澳綫局部通車，觀塘綫終點站由北角站改為油塘站，而北角站及鰂魚涌站則改屬將軍澳綫。當時將軍澳綫只來往油塘站、鰂魚涌站及北角站，讓過海的乘客先熟悉新的轉車安排；直至同月18日，將軍澳綫全綫通車，由北角站開出的列車可以直達寶琳站。

### 康城站通車
2009年7月26日，康城站通車。由於在繁忙時間的將軍澳綫北行的列車會有不同的終點站，故此港鐵在3號月台安裝了數部液晶顯示器，清楚顯示未來4班列車的終點站以及抵站時間，讓乘客能夠登上前往正確目的地的列車；而在非繁忙時間由北角站前往康城站的乘客須在將軍澳站轉車。

## 事故／事件
- 2000年1月7日晚上約8時42分，北角站地盤內的地底隧道發生三級火災，大量濃煙難以散去，消防處恐防濃煙會攻入已駁通的鰂魚涌站，因而關閉鰂魚涌站近兩小時，事故期間港島綫列車不停鰂魚涌站及北角站；至於觀塘綫列車改以觀塘站為臨時終點站，藍田站亦需暫時關閉，直至當日晚上約10時半後受影響車站列車服務才陸續恢復正常。火警期間一名工人扭傷腳需要送院[13]。
- 2013年1月24日早上約10時20分，北角站將軍澳綫3號月台的月台幕門因頂部的固定支架絕緣裝置突然短路起火冒煙，車務控制中心決定關閉車站，大批消防員接報後用滅火筒將火噴熄，並拖喉戒備。事後月台幕門頂部的指示牌部分被火燒黑。而火警期間沒有人受傷[14]。期間將軍澳綫調景嶺站至北角站一段一度因火警而暫停服務；而港島綫列車亦一度不停北角站。兩綫服務於下午1時許回復正常[15]。事後服務雖回復正常，但該月台的所有月台幕門需要全數打開，並由月台助理把守，列車進出車站時均需以人手限速駕駛。港鐵在事件中，因未有安排接駁巴士而被指安排混亂及應變緩慢[16]。其後港鐵事後完成調查，證實事故屬港鐵可控制範圍之內，港鐵公司需按車費調整機制，撥出港幣300萬元，在2014年6月港鐵加價以作推出即日第二程車費九折優惠之用[17]。

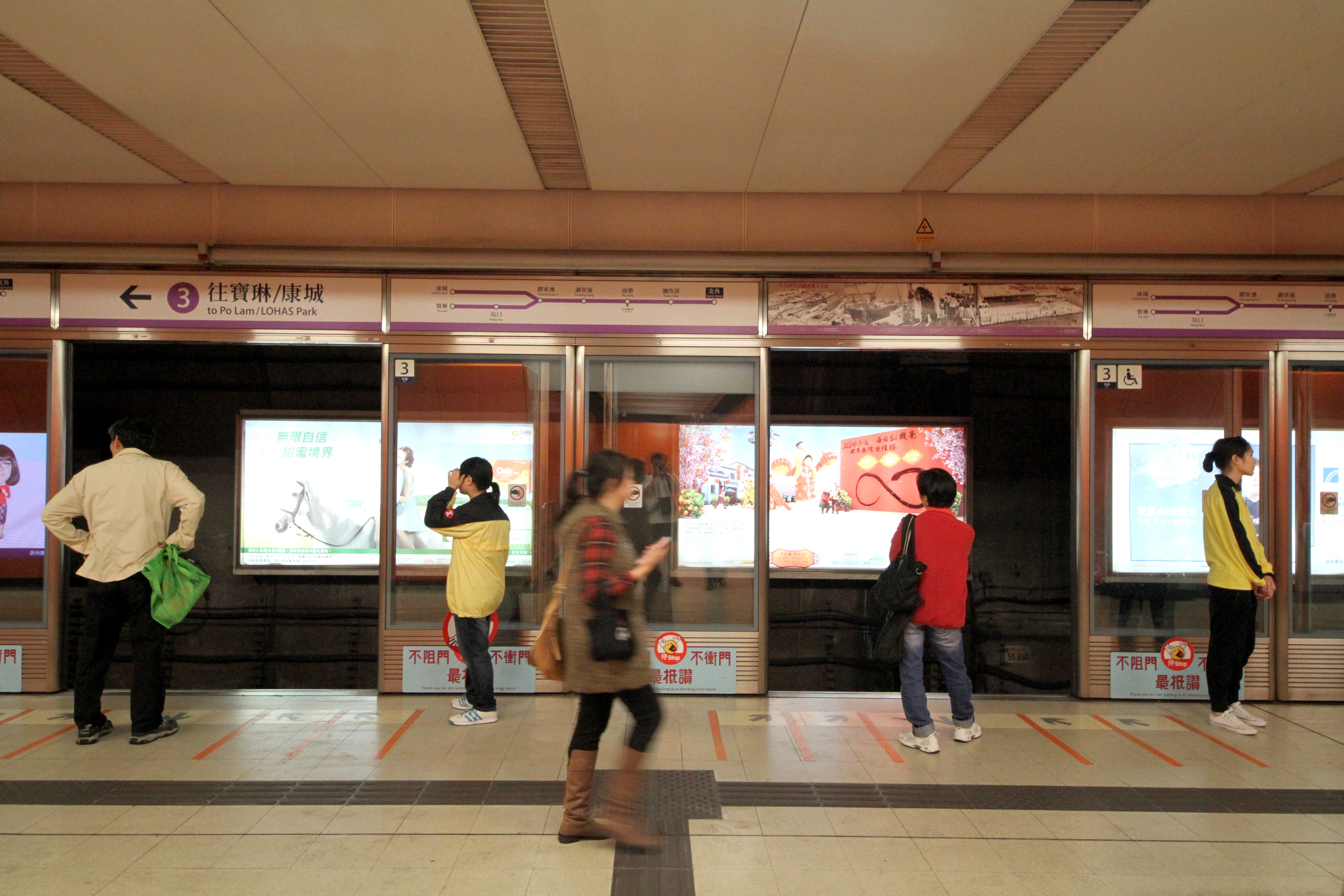
2013年1月24日，北角站3號月台於火警後，所有月台幕門需要全數打開，並由月台助理把守

## 未來發展

### 北港島綫
根據《鐵路發展策略2014》的北港島綫計劃，將軍澳綫將由北角站向西延伸，中途設銅鑼灣北、會展，直到添馬艦設置添馬站，與東涌綫連接。屆時，北角站將由將軍澳綫港島端終點站變為中途站。

## 外部連結
- 港鐵公司－北角站街道圖（页面存档备份，存于）
- 港鐵公司－北角站位置圖（页面存档备份，存于）
- 港鐵公司－北角站列車服務時間 （页面存档备份，存于）
- 香港鐵路大典上的相关条目：北角站